# Medicago ruthenica
Medicago ruthenica är en ärtväxtart som först beskrevs av Carl von Linné, och fick sitt nu gällande namn av Carl Friedrich von Ledebour. Medicago ruthenica ingår i släktet luserner, och familjen ärtväxter. Inga underarter finns listade i Catalogue of Life.